# Сражение у Фемарна (1644)
Сражение у Фемарна — морское сражение датско-шведской войны 1643—1645 годов между датским и шведским флотами, состоявшееся 13 октября 1644 года к северо-западу от острова Фемарн.

## Ход битвы
Утром 13 октября шведско-голландский флот снялся с якоря и подготовился к бою, разделившись на две шведских и три голландских эскадры. Одна из шведских эскадр была во главе с Врангелем на флагмане Smålands Lejon, а другая — во главе с вице-адмиралом Петером Блумом на Draken. Голландские эскадры находились под командованием Тийссена на борту Jupiter, вице-адмирала Хенрика Герретсена на Groote Dolphijn и шаутбенахта Петера Маркуссена на Groot Vliessingen.
Датский флот был разделен на две эскадрильи под командованием адмирала Проса Мунда на флагмане Patentia и Йоахима Грабова на Lindormen. Около 10 часов утра крупные корабли обоих флотов уже находились в пределах дальности стрельбы друг в друга и начали перестрелку. Более мелкие датские корабли вышли из битвы, но приняли участие в преследовании голландских кораблей.
Уже в начале битвы шведский флагман Smålands Lejon был настолько поврежден, что еле держался на плаву. Шведские корабли Regina и Göteborg атаковали и взяли на абордаж датский флагман Patentia. Датский адмирал Прос Мунд был убит во время боя.
Шведский брандер Meerman был направлен против датского Lindormen, который быстро загорелся и взорвался. Обломки судна были обнаружены в 2012 году. Шведский Nya Fortuna захватил датский корабль Oldenborg в ходе абордажа. Последний датский крупный корабль Tre Løver был преследуем голландскими Jupiter и Swarte Arent. Tre Løver смог потопить Swarte Arent до того, как два других голландских корабля взяли его на абордаж.
Датские Tu Løver, Havhesten и Fides были захвачены голландскими Jupiter и Groote Dolphijn. Часть датских судов оказались прижаты к берегу Лолланна, среди них были Neptunus, Nellebladet, Stormarn и Kronet Fisk. Позже они были захвачены голландцами. Датский Delmenhorst сел на мель и взорвался после атаки шведского брандера Delfin. Датские Markatten, Højenhald и один галиот также сели на мель, но огонь береговых батарей защитил их от голландцев. Только Pelikanen и Lammet смогли бежать с поля боя и прибыли в Копенгаген 17 октября.

## Последствия
Датчане потеряли 12 кораблей, из которых десять были захвачены. Сто человек погибли и около 1000 были взяты в плен. Корабль Swarte Arent был единственной потерей со шведской стороны; его экипаж был спасен. В общей сложности, шведская сторона потеряла всего 59 человек.
Эта победа стала одной из величайших в истории шведского флота. Она однозначно продемонстрировала шведское превосходство на Балтийском море и способствовала началу мирных переговоров, завершившихся договором в Брёмсебру 13 августа 1645 года.